# Leméac
Leméac Éditeur est une maison d'édition québécoise fondée à Montréal en 1957 par Gérard Leméac. Au début, elle se consacre principalement aux livres éducatifs puis au théâtre et aux romans d'auteurs et d'autrices québécois et canadiens.

## Historique
À partir de 1968, Gérard Leméac recrute Yves Dubé qui donnera une nouvelle impulsion à la maison d'édition et la portera vers les sommets. Il est d'abord directeur de collection et crée la collection "théâtre" qui publiera les principaux dramaturges du Québec de l'époque dont Marcel Dubé et Michel Tremblay. Rapidement, Yves Dubé devient directeur littéraire puis directeur général. Il claque la porte de la maison en décembre 1986 sous la pression des restructurations imposées par la crise financière que rencontre la maison qui a survécu une faillite en 1988.
En 2010, Leméac se dote d'une aile jeunesse dirigée par Maxime Mongeon pour la publication d'ouvrages destinés à un public jeune, visant particulièrement les adolescents,,.